# Lashinda Demus
Lashinda Monique Demus (* 10. März 1983 in Palmdale, Kalifornien) ist eine US-amerikanische Hürdenläuferin, die seit Beginn des 21. Jahrhunderts im 400-Meter-Hürdenlauf erfolgreich ist.

## Karriere
Sie gewann drei nationale Meisterschaften:
- 2002 (NCAA) in 54,85 s
- 2005 (AAU) in 53,35 s
- 2006 (AAU) in 53,07 s

Am 19. Juli 2002 stellte sie in Kingston mit 54,70 s einen Junioren-Weltrekord auf. 
Bei den Weltmeisterschaften 2005 in Helsinki gewann sie mit der persönlichen Bestzeit von 53,27 s die Silbermedaille hinter der Russin Julija Petschonkina, gegen die sie schon im Halbfinale unterlegen war.
2009 siegte sie mit der US-amerikanischen 4-mal-400-Meter-Staffel bei den Weltmeisterschaften 2009 in Berlin; in der Besetzung Debbie Dunn, Allyson Felix, Lashinda Demus und Sanya Richards benötigte die Staffel 3:17,83 min. Zuvor hatte Demus auf ihrer Spezialstrecke in 52,96 s Silber hinter Melaine Walker gewonnen.
Bei den Weltmeisterschaften 2011 in Daegu gewann Demus mit einer Zeit von 52,47 s die Goldmedaille im 400-Meter-Hürdenlauf. Damit ist sie nach Petschonkina und Melaine Walker die drittschnellste Läuferin aller Zeiten über diese Distanz.
2012 reiste sie als Goldanwärterin zu den Olympischen Spielen in London. Im Finale wurde sie knapp von der Russin Natalja Antjuch in 52,70 s zu 52,77 s geschlagen und es blieb ihr die Silbermedaille. Antjuch wurde Jahre später der Sieg wegen Dopings aberkannt. Damit wurde Demus doch noch nachträglich Olympiasiegerin. Sie erhielt ihre Goldmedaille während der olympischen Sommerspiele 2024 in einer Zeremonie im Champions Park. Bei den Weltmeisterschaften 2013 in Moskau gewann sie die Bronzemedaille mit 54,27 s.

## Persönliche Bestzeiten
- 400 m: 51,09 s
- 800 m: 2:07,49 min
- 100 m Hürden: 12,96 s
- 400 m Hürden: 52,47 s